# Erin Ambrose
Erin Ambrose (30 de abril de 1994) é uma jogadora de hóquei no gelo canadense.
Ela competiu pelo Ontario Blue no Campeonato Nacional Feminino Sub-18 de 2008 e participou de todos os cinco jogos. Ambrose fez sua estreia com a equipe nacional de hóquei no gelo feminina canadense na Copa das Nações de 2014; além disso, esteve em três Campeonatos Mundiais, tendo vencido a edição de 2021 em seu país natal. Em 11 de janeiro de 2022, Shelton foi convocada para a seleção do Canadá nos Jogos Olímpicos de Inverno de 2022, que conquistou a medalha de ouro.